# Herbón
Herbón (llamada oficialmente Santa María de Herbón) es una parroquia y un lugar español del municipio de Padrón, en la provincia de La Coruña, Galicia.

## Entidades de población
Entidades de población que forman parte de la parroquia:
- Barca (A Barca)
- Condes (Os Condes)
- Confurco
- Cortiñas
- Herbón
- La Iglesia (A Igrexa)
- Morono
- Rego da Manga (O Rego da Manga)
- Rocha (A Rocha)
- Santa Cruz

No aparecen en el INE, pero sí en el noménclator:
- As Casas Baratas
- Riba da Fonte

## Demografía

### Parroquia
| Gráfica de evolución demográfica de Herbón (parroquia) entre 2000 y 2019 |
|                                                                          |
| Datos según el nomenclátor publicado por el INE.                         |

### Lugar
| Gráfica de evolución demográfica de Herbón (lugar) entre 2000 y 2019 |
|                                                                      |
| Datos según el nomenclátor publicado por el INE.                     |

## Pimiento de Herbón
En esta parroquia está el convento de San Francisco de Herbón, donde se empezaron a plantar los conocidos hoy como Pimientos de Padrón. Desde 1978 se ha celebrado ininterrumpidamente cada primer sábado de agosto la Festa do Pemento de Herbón, reconocida como fiesta de interés turístico por la Junta de Galicia.